# Сабич, Марин
Марин Сабич (хорв. Marin Sabić; 1860—1922) — хорватский журналист, поэт, переводчик.
Учился в Вене и Загребе. В 1884—1888 годах работал журналистом в Задаре. В 1888 году основал литературно-публицистический еженедельный журнал «Il dirrito croato» в Пуле. Стихотворения Сабича проникнуты стремлением к всеславянскому единению. Сабич переводил поэзию разных славянских народов (в том числе Яна Неруду, Врхлицкого и др.) на итальянский язык.